# 金正喜
金正喜（：／，1786年—1856年），字元春，號秋史，朝鮮王朝經學家、書法家、金石學家，朝鲜实学学斋派代表人物。
金正喜出生於朝鲜慶尚北道慶州的兩班家庭，他的祖父金頤柱是和順翁主（朝鮮英祖長女）的養子。1809年科舉及第，曾擔任大司成（成均館長官）。其書法別具一格，被後人稱為“秋史體”。著有書法集《阮堂集》、文集《覃研齋詩稿》。
1809年，随其生父金鲁敬到访中国，与清朝学者翁方纲、阮元建立友谊。

## 參考資料

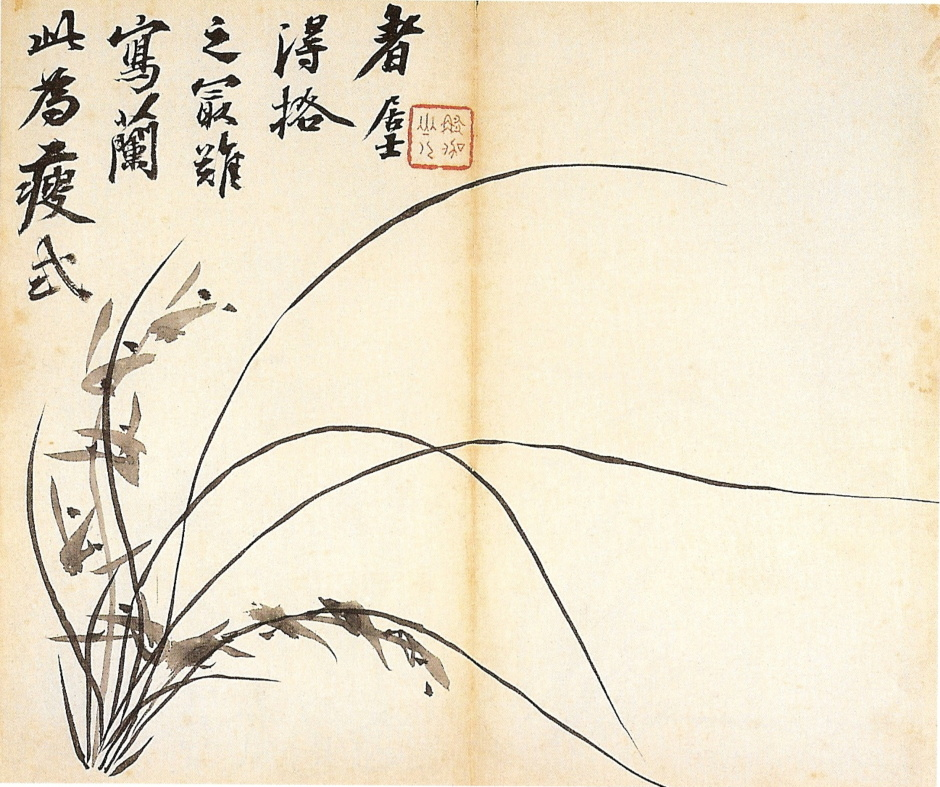
金正喜绘画书法作品